# Chrysler Horizon

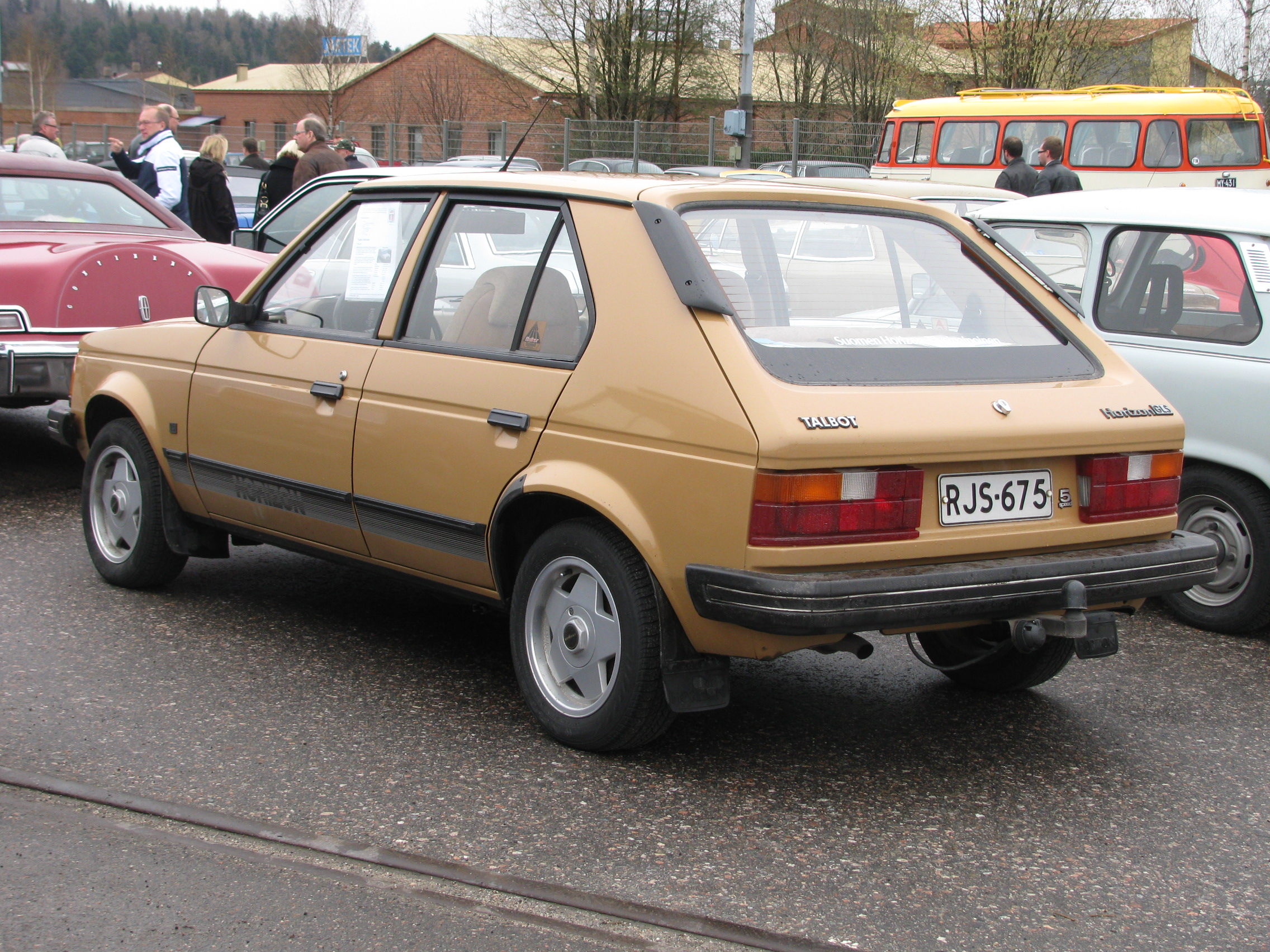
Talbot Horizon Lahti

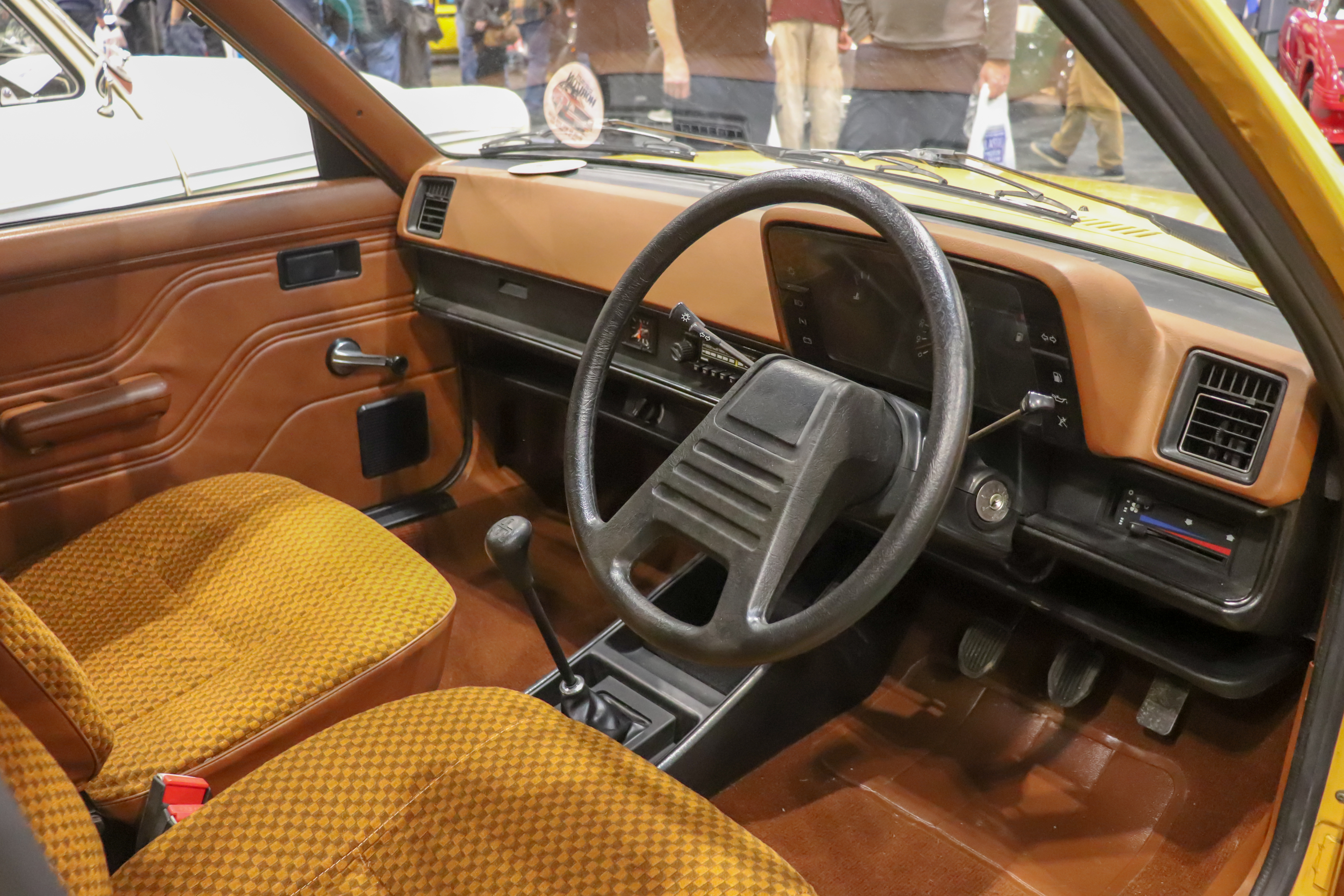

Chrysler Horizon («Орізон», або «Хорайзон», в залежності від цільового ринку) - субкомпактний автомобіль з переднім поперечним розташуванням двигуна з чотирма циліндрами і переднім приводом, розроблений європейським підрозділом корпорації Chrysler (Chrysler Europe, колишня Simca) і продавався в Європі з 1977 по 1987 роки під марками Chrysler Horizon, Simca Horizon і Talbot Horizon. На американському континенті адаптована версія моделі випускалася корпорацією під марками Dodge Omni і Plymouth Horizon з 1977 по 1990 роки.
У 1978 році авторитетний американський автомобільний журнал Motor Trend визнав автомобілі Dodge Omni і Plymouth Horizon автомобілями року, а на початку 1979 році Chrysler Horizon отримав титул Європейський автомобіль року, в 1981 році Talbot Horizon був визнаний автомобілем року в Іспанії.

## Двигуни
- 1,118 л Poissy I4
- 1,294 л Poissy I4
- 1,442 л Poissy I4
- 1,592 л Poissy I4
- 1,905 л XUD I4 (diesel)

## Загальний обсяг продажів
- 1978: 208 000
- 1979: 222 000
- 1980: 159 000
- 1981: 107 000
- 1982: 82 000
- 1983: 59 000
- 1984: 27 000
- 1985: 4600

Разом: 869 000